# 270. Infanterie-Division (Wehrmacht)
La 270. Infanterie-Division fu una divisione dell'esercito tedesco attiva durante la seconda guerra mondiale, che venne creata nel 1942 e schierata in Norvegia fino al 1945, quando fu fatta prigioniera.

## Storia
La formazione della 270. Infanterie-Division doveva avvenire secondo l'ordine del 22 maggio 1940, tuttavia, dopo la conclusione della campagna di Francia, il dispiegamento venne annullato.
La divisione fu costituita il 21 aprile 1942 e fu schierata nel LXXI. Armeekorps in Norvegia, nella zona di Tromsø con compiti di protezione costiera; l'area di competenza della divisione si estendeva fino alla Finlandia. A partire dall'ottobre 1944, la divisione si ritirò con le truppe tedesche dalla Finlandia e dalla Norvegia settentrionale verso la Norvegia centrale, dove venne fatta prigioniera dagli inglesi alla fine della guerra.

## Ordine di battaglia
270. Infanterie-Division 1940 (pianificata) 
- Infanterie-Regiment 565
- Infanterie-Regiment 566
- Infanterie-Regiment 567
- Artillerie-Regiment 270
- Divisionseinheiten 270

 270. Infanterie-Division 1943 
- Grenadier-Regiment 341
- Festungs-Grenadier-Regiment 856
- Artillerie-Abteilung 270
- Panzerjäger-Kompanie 270
- Pionier-Kompanie 270
- Nachrichten-Kompanie 270
- Kommandeur der Divisions-Nachschubtruppen 270

## Comandanti
- Generalleutnant Ralf Sodan (aprile 1942 - 17 agosto 1943)
- Generalleutnant Hans Brabänder (17 agosto 1943 - maggio 1945)[1]